# 隨意愛我吧
《隨意愛我吧》為韓國KBS 2TV自2024年5月13日至7月2日間播映的月火電視劇，改編自同名網路漫畫。由金明洙、李裕英主演，講述儒教書生遇上直進的現代女性後，所發展出的本格防禦系浪漫喜劇。

## 製作
2023年8月21日，Star News報導金明洙、李裕英將主演改編自網路漫畫《隨意愛我吧》的同名電視劇，故事講述出身自嚴守儒教禮儀之星山村莊的鐵壁男弟子申潤福，遇上直進魯莽的現代女性金弘道後，所發生的本格防禦系浪漫喜劇。
2023年12月31日，KBS於演技大賞上，公布本劇為2024年電視劇陣容之一。2024年1月30日，Fantagio證實已著手進行本劇的事前製作，並於3月20日宣布簽署價值140億韓圓的製作合約。
3月28日，宣布金明洙、李裕英確定出演。4月15日，正式敲定於5月13日晚間10點10分開播。4月17日，釋出預告海報。隔日，釋出首支預告。4月19日，釋出讀本會議影像，其他參演的演員包括裴宗玉、鮮于載德、朴殷碩等。5月13日，於首爾九老區的The Saint Hotel（더 세인트 호텔）舉行製作發表會，金明洙、李裕英、朴殷碩、趙仁以及張良好導演悉數參加。

## 演員與角色
- 金明洙飾演申潤福[6]

朝鮮特別自治區星山村的兩班——旴臨申氏的第28代宗孫，也是保存朝鮮時代模樣的星山村的後繼者。不僅是個智、德、體兼備的21世紀讀書人，同時擁有著不凡的職業——文化財產修復學家。不過，他出乎意料地也是個為了追求網漫作家夢想和自由，而離家的MZ青年，並遇見了人生導師金弘道。當他不得已回到村莊，並在7年後重返首爾後，再次和弘道相遇，但弘道卻要他「隨意對待」，這使他24年的書生人生最大危機。
- 李裕英飾演金弘道[6]

中小服裝品牌露詩時尚的設計組約聘助理，夢想著能成為全球高階品牌「卡繆」的設計師，同時也是個小氣的少女家長。母親早逝、父親離家，為了照料弟弟，她將20歲的花漾青春奉獻給了打工。即便受到前輩的各種無理對待，仍咬著牙關，保持著開朗、積極的性格。當她的自尊心蕩到谷底時，久違的弟子潤福卻是唯一善待她的人，使她內心奔騰，便決定朝著潤福突進。
- 裴宗玉飾演卡繆·張[10]

韓裔法國人，歐洲各國王室、好萊塢明星最愛的時尚名牌「卡繆」的CEO兼首席設計師，身處業界金字塔的頂端。擁有用眼神就能令人臣服的魅力，以及寸鐵殺人般的說話技巧，同時又不失少女般的純真與明朗。不過，她也懷著一個創傷，那就是被初戀傷害的過去。
- 鮮于載德飾演申守勤[10]

旴臨申氏第26代孫，潤福的祖父，星山村首長。有著光滑如絲的臉龐，加上著長袍的優雅風采，宛如穿著韓服的李察·基爾。然而，他的性格卻不如外表那般，反而始終如一的嚴謹、固執，不願聽取內外的建言，堅持不順應時代變遷而開放村莊。不過，他年輕在法國留學時，卻不是個思想封閉的人，並積極參與追討掠奪文化財的國際運動，直到獨子逝世才開始封閉心門。如今，初戀的出現，如颱風般席捲他寂靜的內心。
- 朴殷碩飾演李俊昊[10]

只使用星山村食材的高級傳統韓食專賣店「星山館」的社長。可愛的外貌和一身名牌，看似含著金湯匙的留學派，但他實際上是奴婢出身。15歲時，愛上主人家的女兒，但因無法跨越身份差距的現實而感到痛苦與挫折，於是他離開了村莊。自此，他努力工作，並獲得財富與成功，但礙於母親仍在村莊擔任奴婢，使他難以和切斷和村莊的聯繫。
- 金炳春飾演金七福

快遞。能言善道又勤勞，但卻沒有謀生能力。試圖賺進大把鈔票時，卻成了幫助盜賊搬運贓物的同夥。所幸在潤福的抓獲下，逃離了黑暗的世界，但募集某一事件後，便躲藏在星山村裡。
- 朴胤熙飾演李範教[12]

大韓民國文化財廳長。在在文化財廳工作了24年，是個個性隨和、誠實的人，而他也是首位從內部晉升的廳長。不過，他上任後，卻發生一系列高價文化財遭竊事件，也因此遭到國會議員的責難，並為此落淚的感性公務員。在潤福的幫助下，追回遭竊文化財，然而卡繆卻想在星山村舉辦時尚秀，使深知守勤立場的他感到困擾。
- 趙仁（童年：尹瑞妍）飾演申怡福[13]

打工仔，是個身份神秘的女子，總在潤福、俊昊身邊徘徊。
- 韓基燦飾演金弘學[14]

網漫作家，是弘道如冤家般的親弟弟，也是潤福唯一的朋友。即使活在地獄也能生存的可愛臭蟲，整天覬覦姊姊的存錢桶，但他也期望能夠獲得成功，並送姊姊去巴黎。是個沒有粉絲、沒有代表作，只有負評或無評論的作家，儘管連載作品岌岌可危，但仍毫不介意。遇見潤福的護衛武士允兒後，徹底擊中他的心臟，弘學便開始以允兒的形象製作新的網漫。
- 李明豪飾演法蘭基·勒魯瓦[12]

卡繆的CMO，充滿魅力的黑髮法國人，擁有出色的時尚品味。卡繆的所有行程、工作都有他同行、參與，是個陪伴卡繆吃喝、無條件理解卡繆多變性格的靈魂伴侶。
- 金詩賢飾演李香琦[15]

露詩時尚設計師，弘道的前輩，也是公司的王牌。雖然和弘道同歲，身處在不同的世界，屬於巴黎留學派。她看出弘道的天賦，卻暗中盜用，並據為己有。
- 李世朗飾演驪州嬸

俊昊的母親，潤福的奶娘。旴臨申氏家的奴婢，但她對潤福而言，就像母親般的存在。心疼失去雙親的潤福，總是把潤福擺在優先位置，卻也因此失去了兒子。當俊昊錦衣還鄉，請她來到村外生活，但她仍心繫著旴臨家。
- 徐碧浚飾演李道榮[16]

露詩時尚內容組職員，和弘道談著社內秘密戀愛。外表開朗，但他是個即使挨餓，也要穿戴名牌才會感到幸福的人，是個為資本主義而活、金玉其外，敗絮其中的男子。起初接近弘道，是認為她會無私奉獻，但卻覺得弘道越來越難纏。
- 林英珠飾演吳允兒[17]

潤福的護衛武士兼隨行秘書，有著如天一般高的忠誠心。清純的外貌，卻有著強健的體魄，是個率直又威風凜凜的女丈夫，也是星山村武藝最高超的人。她最討厭因為身為女人而無視她、無禮又裝腔作勢的傢伙，或是企圖灌輸她錯誤的儒家思想。直到某天，她遇見了軟弱的男人金弘學。
- 金瑞賢飾演李大監

星山村二當家，和旴臨申氏一同帶領星山村的李氏家門大家長。是個聰明又受尊敬的人物，村裡大小事都會和守勤商議。為了讓女兒和潤福成婚，他處處觀察守勤的心思，並參與村里事務，但事與願違，使他內心燃起了怒火。
- 金瑞炅飾演朴瑞炅

警察廳文化財專案組警監，與星山村、潤福合作，共同追回遭竊的文化財。
- 陳秀賢飾演皮慧媛

潤福的母親，旴臨申氏家門的宗婦。是個關心外部文物、村莊發展，思想開放的新女性。為了不讓孩子過著壓抑的生活，而和丈夫攜手開放村莊，但丈夫卻遭逢意外身亡。之後，她便將潤福獨自留在村莊，暗中離去。
- 文柔斌飾演李世玲

李大監的獨生女。從出生的那一刻起，就被指定為潤福的未婚妻。儀態端正、謹慎的閨秀，不表露一絲情緒，對俗世虛榮、世間風聞毫不關心，唯一能夠擾亂她心智的，就是潤福。夢想著成為旴臨申氏家門的宗婦，但潤福卻從外面帶來了一個女人，使她心中的妒火開始擾動。

### 特別出演
- 林湖飾演申思悼
- 鄭怡朗飾演自己

## 分集
| 集數 | 標題                                          | 首播日期      |
| ---- | --------------------------------------------- | ------------- |
| 1    | 被隨意對待的女人 함부로 대해지는 여자         | 2024年5月13日 |
| 2    | 有禮的男人 예의 바른 남자                     | 2024年5月14日 |
| 3    | 師父與弟子 스승과 제자                        | 2024年5月20日 |
| 4    | 逐漸慢慢靠近 조금씩 천천히 가까이             | 2024年5月21日 |
| 5    | 我的心臟怎麼了？ 심장이 왜 이럴까             | 2024年5月27日 |
| 6    | 你是學生，而我是老師 넌 학생이고, 난 스승이야 | 2024年5月28日 |
| 7    | 隨意對待我 날, 함부로 대해줘                  | 2024年6月3日  |
| 8    | 遲來的後悔 늦은 후회                          | 2024年6月4日  |
| 9    | 潤福為何那樣？ 윤복이가 왜 그럴까             | 2024年6月10日 |
| 10   | 違背禮義的第一天 도리를 어긴 지 1일           | 2024年6月11日 |
| 11   | 山寨者 감쪽이                                 | 2024年6月17日 |
| 12   | 敗露的祕密 드러난 비밀                        | 2024年6月18日 |
| 13   | 過去的陰影 과거의 그림자                      | 2024年6月24日 |
| 14   | 我們能否攜手同行？ 함께 할 수 있을까?         | 2024年6月25日 |
| 15   | 分手的決心 헤어질 결심                        | 2024年7月1日  |
| 16   | 最珍貴的寶物 가장 소중한 보물                 | 2024年7月2日  |

## 收視率
《隨意愛我吧》於2024年5月13日在地上波KBS 2TV開播，首集獲得2.3%的收視率，低於前一檔《抓住你的衣領》的開播收視（2.8%）與完結收視（3.8%）。第6、7、8集收視下跌至1.1%，第9、10、11、15集再創自身最低收視1.0%。最終第16集僅取得1.4%的收視率。
與同日播映的戲劇相比，本劇墊底月火劇收視排行，低於有線電視的tvN月火劇《背著善宰跑》、《玩家2》，以及ENA月火劇《碰撞搜查線》，僅第1集收視高於《碰撞搜查線》。
| 集數 | 標題                 | 播出日期      | 尼爾森收視率 | 尼爾森收視率 |
| 集數 | 標題                 | 播出日期      | 全國家庭戶   | 首都圈家庭戶 |
| ---- | -------------------- | ------------- | ------------ | ------------ |
| 1    | 被隨意對待的女人     | 2024年5月13日 | 2.3%         | 2.2%         |
| 2    | 有禮的男人           | 2024年5月14日 | 1.5%         | —            |
| 3    | 師父與弟子           | 2024年5月20日 | 1.5%         | —            |
| 4    | 逐漸慢慢靠近         | 2024年5月21日 | 1.4%         | —            |
| 5    | 我的心臟怎麼了？     | 2024年5月27日 | 1.4%         | 1.5%         |
| 6    | 你是學生，而我是老師 | 2024年5月28日 | 1.1%         | 1.1%         |
| 7    | 隨意對待我           | 2024年6月3日  | 1.1%         | —            |
| 8    | 遲來的後悔           | 2024年6月4日  | 1.1%         | —            |
| 9    | 潤福為何那樣？       | 2024年6月10日 | 1.0%         | —            |
| 10   | 違背禮義的第一天     | 2024年6月11日 | 1.0%         | —            |
| 11   | 山寨者               | 2024年6月17日 | 1.0%         | —            |
| 12   | 敗露的祕密           | 2024年6月18日 | 1.4%         | —            |
| 13   | 過去的陰影           | 2024年6月24日 | 1.3%         | —            |
| 14   | 我們能否攜手同行？   | 2024年6月25日 | 1.3%         | —            |
| 15   | 分手的決心           | 2024年7月1日  | 1.0%         | —            |
| 16   | 最珍貴的寶物         | 2024年7月2日  | 1.4%         | —            |
| 特輯 |                      |               |              |              |
| 1    | 第1-4集精華版        | 2024年5月27日 | 1.1%         | —            |

## 外部連結
- 官方网站 
- Daum上《隨意愛我吧》的資料

| KBS 2TV 月火劇                              | KBS 2TV 月火劇                            | KBS 2TV 月火劇 |
| ------------------------------------------- | ----------------------------------------- | -------------- |
|                                             | 隨意愛我吧 （2024年5月13日—2024年7月2日） |                |
| 抓住你的衣領 （2024年3月18日—2024年5月7日） | —                                         |                |